# Dachaurättegångarna

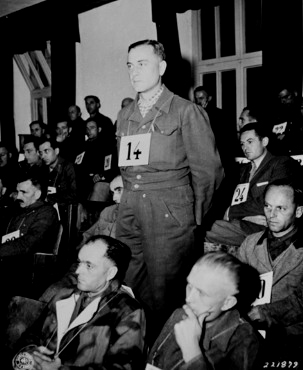
Den åtalade lägerläkaren Hans Eisele.

Dachaurättegångarna var en rad rättegångar mot personer som verkat i koncentrationslägret Dachau, men även personer som verkat i Mauthausen, Flossenbürg, Mühldorf, Buchenwald och Dora-Mittelbau.
Huvudrättegången hölls mellan den 15 november och den 13 december 1945. Fyrtio personer, däribland Martin Weiss, Claus Schilling och Otto Moll, stod anklagade för krigsförbrytelser och brott mot mänskligheten. 36 dödsdomar avkunnades, varav 28 verkställdes.

## Huvudrättegången
| Åtalad                         | Funktion                                                  | Urteil                                            |
| ------------------------------ | --------------------------------------------------------- | ------------------------------------------------- |
| Martin Weiss                   | Kommendant                                                | Dödsstraff, avrättad den 29 maj 1946              |
| Rudolf Suttrop                 | Kommendantens adjutant                                    | Dödsstraff, avrättad den 28 maj 1946              |
| Michael Redwitz                | Schutzhaftlagerführer                                     | Dödsstraff, avrättad den 29 maj 1946              |
| Friedrich Wilhelm Ruppert      | Schutzhaftlagerführer                                     | Dödsstraff, avrättad den 28 maj 1946              |
| Wilhelm Welter                 | Arbeitsdienstführer                                       | Dödsstraff, avrättad den 29 maj 1946              |
| Josef Jarolin                  | Schutzhaftlagerführer                                     | Dödsstraff, avrättad den 28 maj 1946              |
| Franz Xaver Trenkle            | Rapportführer und ställföreträdande Schutzhaftlagerführer | Dödsstraff, avrättad den 28 maj 1946              |
| Wilhelm Tempel                 | Arbeitsdienstführer im KZ Dachau                          | Dödsstraff, avrättad den 29 maj 1946              |
| Engelbert Valentin Niedermeyer | Blockführer                                               | Dödsstraff, avrättad den 28 maj 1946              |
| Josef Seuss                    | Rapportführer                                             | Dödsstraff, avrättad den 28 maj 1946              |
| Leonhard Anselm Eichberger     | Rapportführer                                             | Dödsstraff, avrättad den 29 maj 1946              |
| Alfred Kramer                  | Lagerführer i satellitlägret Kaufering I                  | Dödsstraff, avrättad den 29 maj 1946              |
| Wilhelm Wagner                 |                                                           | Dödsstraff, avrättad den 29 maj 1946              |
| Johann Kick                    | Chef för den politiska avdelningen (Lager-Gestapo)        | Dödsstraff, avrättad den 29 maj 1946              |
| Vinzenz Schöttl                | Ställföreträdande kommendant för lägerkomplexet Kaufering | Dödsstraff, avrättad den 28 maj 1946              |
| Fritz Hintermayer              | Förste lägerläkare                                        | Dödsstraff, avrättad den 29 maj 1946              |
| Johann Viktor Kirsch           | Lagerführer i satellitlägret Kaufering I                  | Dödsstraff, avrättad den 28 maj 1946              |
| Johann Baptist Eichelsdörfer   | Lagerführer i satellitlägren Kaufering IV, VII och VIII   | Dödsstraff, avrättad den 28 maj 1946              |
| Otto Förschner                 | Kommendant för lägerkomplexet Kaufering                   | Dödsstraff, avrättad den 28 maj 1946              |
| Walter Adolf Langleist         |                                                           | Dödsstraff, avrättad den 28 maj 1946              |
| Claus Schilling                | Ledde malariaexperimenten                                 | Dödsstraff, avrättad den 28 maj 1946              |
| Arno Lippmann                  | Lagerführer i satellitlägren Kaufering II och VII         | Dödsstraff, avrättad den 29 maj 1946              |
| Franz Böttger                  | Arbeitsführer och Rapportführer im KZ Dachau              | Dödsstraff, avrättad den 29 maj 1946              |
| Otto Moll                      |                                                           | Dödsstraff, avrättad den 28 maj 1946              |
| Anton Endres                   |                                                           | Dödsstraff, avrättad den 28 maj 1946              |
| Simon Kiern                    | Blockführer                                               | Dödsstraff, avrättad den 28 maj 1946              |
| Fritz Becher                   | Kapo                                                      | Dödsstraff, avrättad den 29 maj 1946              |
| Christof Ludwig Knoll          | Kapo                                                      | Dödsstraff, avrättad den 29 maj 1946              |
| Hans Eisele                    | Andre lägerläkare                                         | Dödsstraff, omvandlat till livstids fängelse      |
| Wilhelm Witteler               | Förste lägerläkare                                        | Dödsstraff, omvandlat till 20 års fängelse        |
| Fridolin Karl Puhr             |                                                           | Dödsstraff, omvandlat till 20 års fängelse        |
| Otto Schulz                    |                                                           | Dödsstraff, omvandlat till 20 års fängelse        |
| Fritz Degelow                  | Kommendant för vaktstyrkan                                | Dödsstraff, omvandlat till 10 års fängelse        |
| Emil Mahl                      | Kapo                                                      | Dödsstraff, omvandlat till 10 års fängelse        |
| Sylvester Filleböck            |                                                           | Dödsstraff, omvandlat till 10 års fängelse        |
| Friedrich Wetzel               |                                                           | Dödsstraff, omvandlat till 10 års fängelse        |
| Peter Betz                     | Rapportführer och Kommandoführer                          | Livstids fängelse, omvandlat till 15 års fängelse |
| Hugo Lausterer                 | Kommandoführer i satellitlägret Feldafing                 | Tio års fängelse                                  |
| Albin Gretsch                  |                                                           | Tio års fängelse                                  |
| Johann Schöpp                  |                                                           | Tio års fängelse, omvandlat till fem års fängelse |